# Burgstall Scheuring
Der Burgstall Scheuring bezeichnet eine abgegangene mittelalterliche Niederungsburg bei 556 m ü. NHN etwa 1500 Meter nordöstlich der Pfarrkirche St. Martin in der Gemeinde Scheuring im Landkreis Starnberg in Bayern. Die Anlage wird als Bodendenkmal unter der Aktennummer D-1-7831-0052 als „Turmhügel des hohen oder späten Mittelalters (‚Burgsel‘)“ geführt.

## Geschichte
Scheuring wird erstmals 1085 oder 1030 genannt. Unter Ludwig dem Frommen gelangte der Lechrain in den Besitz der Welfen. 1217 übertrug Kaiser Friedrich II. an das Kloster Benediktbeuern einen Hof in Scheuring. 1260 übertrug die Äbtissin von St. Stephan in Augsburg einen Hof in Schiringen an den Heinrich von Schiringen. Die Schiringer kommen bis 1507 in vielen Besitzurkunden vor. Um 1340 war Herzog Friedrich von Teck im Lehensbesitz des Kirchensatzes, des Gerichts und der Ehaft in Scheuring. Im Krieg der bayerischen Herzöge wurde Scheuring 1372 niedergebrannt.

## Beschreibung
Die runde Anlage der Turmhügelburg hat die Ausmaße von ca. 20 m, Reste des Burghügels sind noch zu sehen. Dieser liegt größtenteils in einem Waldrain.